# Список програмного забезпечення обсерваторій
Це список програмного забезпечення для астрономічних обсерваторій.

## Коерійне програмне забезпечення
- MaximDL[en]

## Не комерційне програмне забезпечення
- Aladin Sky Atlas[en]
- Astropy[en]
- Cartes du Ciel
- Celestia
- Google Sky
- Hallo Northern Sky[en]
- IRAF[en]
- Instrument Neutral Distributed Interface[en]
- KStars
- NASA World Wind
- PP3[en]
- SpaceEngine
- Space Telescope Science Data Analysis System[en]
- Starlink Project[en]
- Stellarium
- WorldWide Telescope[en]
- XEphem

## Трекери супутників
- Gpredict[1][2]
- Look4Sat[3][4] (Android)

## Дивіться також
- Космічний симулятор (жанр)
  - List of space flight simulation games[en]
- Planetarium software[en]